# Edward Russell Ayrton

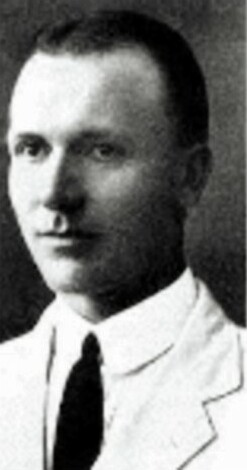
Edward Russell Ayrton

Edward Russel Ayrton (ur. 17 grudnia 1882, zm. 18 maja 1914) – brytyjski archeolog i egiptolog. Rodzicami jego byli; William Scrope Ayrton - dyplomata brytyjski, pracujący w Chinach oraz Ellen Louisa McClatchie. Edward urodził się w Wuhu w Chinach, a staranne, gruntowne wykształcenie odebrał, uczęszczając do prastiżowej St Paul's School w Londynie.
Swą karierę egiptologiczną rozpoczął w wieku dwudziestu lat, asystując Sir Williamowi Petrie podczas prac wykopaliskowych, prowadzonych w Abydos w latach 1902–1904. Jego pierwszą samodzielną pracą, były wykopaliska z okresu II dynastii, prowadzone w okolicach Abydos. W latach 1904–1905 brał udział w pracach wykopaliskowych i dokumentacyjnych, w grobowcach książęcych, odkrytych przez Edouarda Nevilla i Henriego Halla, w obrębie kompleksu grobowego Mentuhotepa II w Deir el-Bahari.
W latach 1905–1908, współpracował z Theodorem Davisem w pracach wykopaliskowych w Dolinie Królów, odkrywając w:
- 1905 roku - grobowiec Siptaha - KV47.
- 1907 roku - grobowiec KV55 - "Skrytka amarneńska".
- 1908 roku - grobowiec KV56.
- 1908 roku - grobowiec Horemheba - KV57.

Brał również czynny udział w pracach odkrywczych i wykopaliskowych w następujących grobowcach:
KV2, KV10, KV46, KV48, KV49, KV50, KV51, KV52, KV53, KV54, KV59, oraz KV60. 
W latach 1908 - 1909, pracował wraz z Williamem Loatem, w Abydos w obrębie obiektów z okresu VI dynastii. 
W 1911 roku wyjechał na Cejlon, gdzie przyjął posadę w Departamencie Archeologii. 18 maja 1914 roku utonął w wieku 32 lat, w wyniku wypadku, podczas ekspedycji na jeziorze Tissamaharama, w południowym Cejlonie.